# Чорноскронний синьоязикий сцинк
Чорноскронний синьоязикий сцинк (Tiliqua occipitalis) — ящірка виду Tiliqua родини Сцинкових. Інколи вживається назва Чорноскронний велетенський сцинк.

## Опис
Це дуже красива тварина, одна з найкрасивіших у своїй родині. Загальний розмір сягає 40-45 см. Зверху колір кремовий або світло-коричневий з широкими поперечними смугами. На тулубі зазвичай 4-6 смуги, а хвості — 3-4. Ноги вугільно-чорного кольору, є чорні поздовжні плями на скронях. Звідси походить назва цього сцинку. Має дуже міцні щелепи.

## Спосіб життя
Зустрічається у пустелях та напівпустелях, полюбляє невисоку траву та рідкісні чагарникові рослини. Активний вдень, коли харчується. Вночі переважно відпочиває під камінням.
Харчується чорноскронний сцинк дрібними ссавцями, молюсками, комахами, павуками, равликами, а також рослиною їжею та падаллю.
Серед його ворогів — домашні коти та собаки, а також лисиці. У неволі цей сцинк живе до 30 років.
Чорноскронний синьоязикий сцинк — живородна тварина. За один раз у гнізді, яке утворюють в землі або під камінням, народжується від 7 до 10 дитинчат.

## Розповсюдження
Мешкає переважно в Австралії, хоча деяких сцинків бачили й на о.Нова Гвінея та в Індонезії. В Австралії чорноскронний сцинк розповсюджений здебільшого у західній частині материка. Дуже мало його залишилось у штатах Новий Південний Велс та Вікторія.